# Katazome

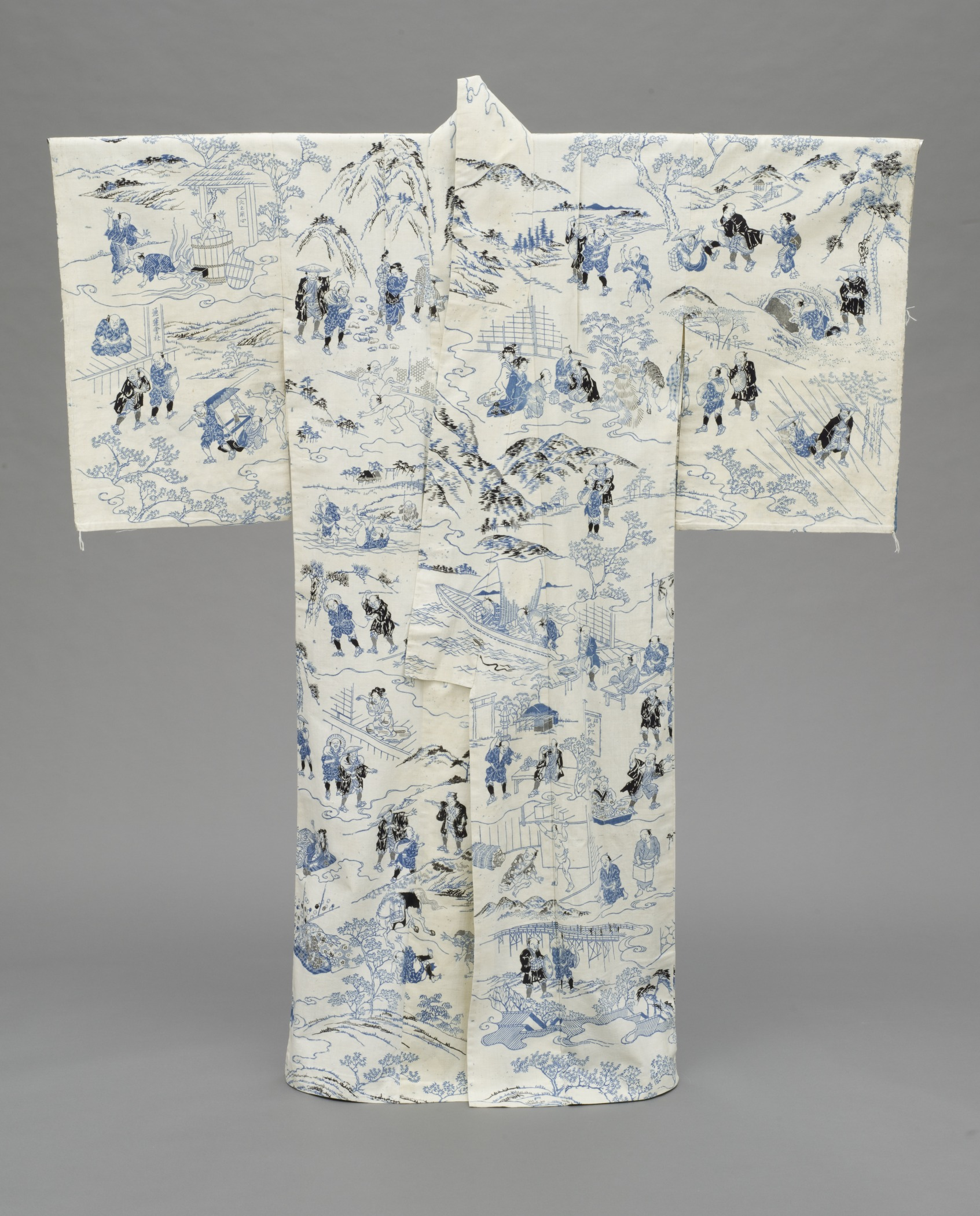
Quimono de verão (yukata, início do século 19), com Ilustrações de Tōkaidōchū Hizakurige, um romance de 1802 pelo escritor Jippensha Ikku: técnica katazome aplicada a um tecido de algodão liso com forro crepe de seda (Los Angeles County Museum of Art)

Katazome (型染め) é uma técnica Japonesa de tingimento de tecidos que usa uma pasta de arroz aplicada através de um estêncil para formar padrões e desenhos no tecido. A pasta de arroz age como um bloqueador de pigmento: onde ela cobre e permeia o tecido, o pigmento aplicado não penetra.

## Processo
Os estêncis são feitos de camadas de papel artesanal, tratado com taninos naturais e fumaça para tornar-se à prova d'água. Já a pasta de arroz, é feita com uma mistura de farinha de arroz gelatinosa (餅粉, mochiko) e farelo de arroz (糠, nuka).  A pasta de arroz é aplicada no tecido nos lugares onde o pigmento não é desejado. Depois, o pigmento (em geral em tons de azul ou indigo) é aplicado por um pincel largo, e depois de seco, o tecido é lavado em água corrente, retirando a pasta de arroz e revelando o desenho.

## História
Esta técnica se tornou popular devido a ser uma maneira barata para se decorar tecidos de algodão com detalhes tão ricos quanto os tecidos brocados, que, por serem feitos em seda colorida e com relevos bordados geralmente a ouro ou prata, são caros.
Como várias outras técnicas artesanais japonesas, o katazome desenvolveu-se em uma respeitada forma de arte própria. Além de tecidos de algodão, a técnica de katazome foi utilizada para gravuras e pinturas.

## Artesões famosos
Keisuke Serizawa (芹沢 銈介) foi um artesão natural de Shizuoka que foi honrado com o título de tesouro nacional vivo (人間国宝, Ningen Kokuhō) em 1956 pelo governo Japonês em reconhecimento por seu trabalho artístico usando a técnica katazome.
Sadao Watanabe (渡辺 禎雄) foi aprendiz de Keisuke Serizawa, e suas gravuras, com temáticas dos evangelhos em contextos japoneses, eram também feitas utilizando a técnica katazome. Este artista foi reconhecido internacionalmente, com suas gravuras sendo exibidas em vários museus importantes.
Mika Toba (鳥羽 美花) é uma pintora graduada na Universidade Municipal de Artes de Kyoto e famosa por seu estilo único de pintura utilizando o Katazome. Suas pinturas, com temáticas e paisagens do Vietnã, foram reconhecidas e premiadas pelo governo Vietnamita e Japonês: pelo governo Vietnamita foi premiada com o prêmio "Cultural Testimonial Award", e o primeiro ministro das relações exteriores do Japão recebeu um prêmio por promover a amizade entre o Japão e o Vietnã por meio da arte.